# Hustjärnen (Eds socken, Ångermanland)
Hustjärnen är en sjö i Sollefteå kommun i Ångermanland och ingår i Ångermanälvens huvudavrinningsområde. Sjön har en area på 0,0849 kvadratkilometer och ligger 190,2 meter över havet.

## Delavrinningsområde
Hustjärnen ingår i det delavrinningsområde (702133-157709) som SMHI kallar för Inloppet i Ållsjön. Medelhöjden är 229 meter över havet och ytan är 3,39 kvadratkilometer. Räknas de 4 avrinningsområdena uppströms in blir den ackumulerade arean 18,32 kvadratkilometer. Vattendraget som avvattnar avrinningsområdet har biflödesordning 3, vilket innebär att vattnet flödar genom totalt 3 vattendrag innan det når havet efter 46 kilometer. Avrinningsområdet består mestadels av skog (86 procent). Avrinningsområdet har 0,09 kvadratkilometer vattenytor vilket ger det en sjöprocent på 2,6 procent.